# Philogenia mangosisa
Philogenia mangosisa är en trollsländeart som beskrevs av Bick 1988. Philogenia mangosisa ingår i släktet Philogenia och familjen Megapodagrionidae. Inga underarter finns listade i Catalogue of Life.